# Kiss or Kiss
Kiss or Kiss là single thứ năm của Kitade Nana, một bài hát có âm điệu khá nhịp nhàng và vui tươi. Đây là single giữ vị trí cao trong các single của cô, giữ vị trí thứ 11 trên Oricon charts với hơn 56,000 bản tiêu thụ.
Bài hát được trong làm ending cho phim truyền hình Nhật Bản "Anego". Bản tiếng Anh của KISS or KISS cũng giành được thành công trong Album 18 -eighteen- khi được phát hành ở Mĩ thông qua Tofu Records. Bài hát cũng nằm trong single thứ 7 "SLAVE of KISS", track hạng 3. Cũng tại single này, Kitade Nana cũng có một phong cách đột phá mới: Gothic Lolita.

## Track listing
1. Kiss or Kiss - 3:57
2. Chōhatsu Girl (挑発ガール Lascivious Girl?) - 3:32
3. Kiss or Kiss (Instrumental) - 3:57